# ペンタオクタコンタン
| ペンタオクタコンタン | ペンタオクタコンタン |
| -------------------- | -------------------- |
| CH3(CH2)83CH3        |                      |
| IUPAC名              | ペンタオクタコンタン |
| 分子式               | C85H172              |
| 分子量               | 1194.275             |
| CAS登録番号          | 7719-96-2            |
| 密度と相             | 0.834 g/cm3,         |
| 沸点                 | 691.702 °C           |

ペンタオクタコンタン (Pentaoctacontane) とは、直鎖状のアルカンの1種。炭素原子が85個、分岐することなく一列に連なっている。分子式はC85H172。分子量は約1194.275である。なお8桁目からは異なる値を提げる資料もあって、例えば分子量は1194.2752という資料や、1194.275146という資料などがある。モル体積は1431.609 (cm3/mol)。表面張力は32.3349990844727 (dyne/cm)。分極率は156.924×10-24 (cm3)。密度は0.834 (g/cm3)。気化熱は97.721 (kJ/mol)。蒸気圧は25℃において0 (mmHg)。沸点は760mmHgにおいて691.702 (℃)。引火点は836.589 (℃)。